# 't Roode Koper
 't Roode Koper is een landgoed met landhuis in de bossen op de Veluwe van het Nederlandse Leuvenum, in 1912 gesticht als buitenverblijf door de diplomaat en latere gouverneur-generaal van Nederlands-Indië Johan Paul van Limburg Stirum (1873-1948).
In 1911 werd een bos van circa 700 ha gekocht door de Vereniging tot Behoud van Natuurmonumenten; Van Limburg Stirum, als mede-erfgenaam van dit landgoed, het Leuvenumse Bos, behield echter 67 ha voor dit te bouwen landhuis in Engelse stijl. In 1926 werd dit landgoed met het huis uiteindelijk ook door Van Limburg Stirum verkocht aan Natuurmonumenten en ging het echtpaar IJsselvliedt bewonen. In 1947 kocht de familie Van der Werf de opstallen en gaf zij aan 't Roode Koper een hotelbestemming; Van Limburg Stirum heeft met zijn vrouw nog in het hotel gelogeerd.